# Hans Hoogervorst
Johannes Franciscus (Hans) Hoogervorst (ur. 19 kwietnia 1956 w Haarlemie) – holenderski polityk i ekonomista, poseł do Tweede Kamer, w latach 2002–2003 minister finansów oraz minister gospodarki, następnie do 2007 minister zdrowia, opieki społecznej i sportu.

## Życiorys
Absolwent historii na Uniwersytecie Amsterdamskim (1981), następnie do 1983 studiował ekonomię na Johns Hopkins University. Od 1978 był członkiem Partii Pracy (PvdA), zaś w 1986 wstąpił do Partii Ludowej na rzecz Wolności i Demokracji (VVD). W latach 1983–1986 pracował w bankowości w Waszyngtonie, następnie do 1987 jako urzędnik w ministerstwie finansów. W latach 1988–1994 zatrudniony w dziale ekonomiczno-finansowym frakcji VVD w Tweede Kamer.
W 1994 po raz pierwszy wybrany do niższej izby Stanów Generalnych. Z powodzeniem ubiegał się o reelekcję w 1998, 2002 i 2003. Od sierpnia 1998 do lipca 2002 w rządzie Wima Koka pełnił funkcję sekretarza stanu w resorcie spraw społecznych i zatrudnienia. Następnie wchodził w skład trzech pierwszych rządów, którymi kierował Jan Peter Balkenende. Od lipca 2002 do maja 2003 sprawował urząd ministra finansów, a od października 2002 był jednocześnie ministrem gospodarki. Od maja 2003 do lutego 2007 zajmował stanowisko ministra zdrowia, opieki społecznej i sportu.
W latach 2007–2011 kierował instytucją Autoriteit Financiële Markten, państwowym regulatorem rynków finansowych. W 2011 stanął na czele Rady Międzynarodowych Standardów Rachunkowości, opracowującej Międzynarodowe Standardy Sprawozdawczości Finansowej.
Oficer Orderu Oranje-Nassau (2007).